# Ermita de la Mare de Déu dels Desemparats (Tavernes Blanques)
L'ermita de la mare de Déu dels Desemparats és una temple situat en marge dret del barranc del Carraixet, en el municipi de Tavernes Blanques. És Bé de Rellevància Local amb identificador nombre 46.13.237-005.

## Història
El seu origen es remunta a 1447. Va ser construïda per la Confraria dels Sants Màrtirs Innocents de València la va edificar per soterrar al costat d'ella als ajusticiats i desemparats; els penjaments es realitzaven en el que ara és un jardí enfront del temple, a l'altre costat de la carretera. L'actual construcció, no obstant això, és de 1940. El primitiu temple va pertànyer a Alboraia fins a 1926.

## Descripció
Situada en el marge dret del barranc del Carraixet i enfront del pont que el creua en l'antiga carretera de Barcelona.
L'ermita es troba parcialment adossada a habitatges privats, quedant exemptes la façana i un lateral que recau al barranc. Enfront de l'entrada hi ha un petit jardí tancat amb un reixat.
El frontó, de maons, està rematat per una espadanya de dos cossos, amb tres buits per a sengles campanes. Presenta una porta llindada sobre la qual hi ha dos grans retaules ceràmics amb imatges de la Mare de Déu. El panell inferior està flanquejat per dos fanals de forja adossats a la façana.
L'interior de l'edifici és de planta rectangular. El sòl és de mosaic. Es cobreix amb volta de canó dividida en diversos trams. Les parets laterals s'adornen amb arcs de mig punt. El presbiteri, de petita grandària, presenta un retaule barroc amb una gran fornícula acristalada en la qual es troba la imatge de la titular.